# 9357 Venezuela
För andra betydelser, se Venezuela (olika betydelser).
9357 Venezuela eller 1992 AT3 är en asteroid i huvudbältet som upptäcktes den 11 januari 1992 av den venezolanske astronomen Orlando A. Naranjo vid Observatorio Astronómico Nacional de Llano del Hato. Den är uppkallad efter det sydamerikanska landet Venezuela.
Asteroiden har en diameter på ungefär 7 kilometer och den tillhör asteroidgruppen Koronis.